# Cessna Citation Excel
Cessna 560XL Citation Excel/XLS/XLS+ — легкий двомоторний пасажирський літак бізнес-класу.
Розроблений компанією «Сессна». Був вдосконаленням серії Citation. Дослідний екземпляр здійснив перший політ 29 лютого 1996 року. З 1997 р. почався серійний випуск. Відрізняється від попередніх моделей пасажирським салоном «в повний зріст».

## Розробка
Після успіху Citation VII, розробники побачили необхідність у літаку з особливостями Citation X, але орієнтований на покупця традиційного Citation, який в основному конкурував з двомоторними турбогвинтовими літаками. Замість того, щоб взяти за основу Citation I, Excel став комбінацією технологій та проєктів. Був узятий широкий фюзеляж Citation X, в якому можна поміститися в повний зріст, укорочений на 0,7 м, нестріловидне крилом Citation Ultra і хвіст Citation V.

## Тактико-технічні характеристики
Наведені нижче характеристики відповідають модифікації Citation XLS+:

### Технічні характеристики
- Екіпаж: 2 людини
- Пасажиромісткість: 7-10 осіб
- Довжина: 16,0 м
- Розмах крила: 17,17 м
- Висота: 5,23 м
- Площа крила: 34,35 м2
- Маса порожнього: 5 086 кг
- Максимальна злітна маса: 9 163 кг
- Маса корисного навантаження: 390 кг (з максимальним запасом палива)
- Двигуни: 2× ТРДД Pratt & Whitney PW545C[en]
- Тяга: 2× 18,32 кН

### Габарити кабіни
- Довжина салону: 5,64 м
- Ширина салону: 1,68 м
- Висота салону: 1,73 м
- Об'єм багажного відсіку: 2,26 м3

### Льотні характеристики
- Крейсерська швидкість: 815 км/год (на висоті 9 449 м)
- Практична дальність: 3 441 км
- Практична стеля: 13 716 м
- Довжина розбігу: 1 085 м
- Довжина пробігу: 969 м